# Jean Twenge
Jean Marie Twenge (ur. 24 sierpnia 1971 w Winona, w stanie Minnesota, Stany Zjednoczone) – amerykańska psycholog. Jest profesorem psychologii na Uniwersytecie Stanowym w San Diego, autorką, konsultantką i mówcą publicznym. Badała różnice pokoleniowe w postawach zawodowych, celach życiowych, szybkości rozwoju, zachowaniach seksualnych, i zaangażowaniu religijnym.
Mieszka w San Diego wraz z mężem i trzema córkami.

## Edukacja
Twenge kształciła się na Uniwersytecie w Chicago, gdzie w 1993 otrzymała tytuły Bachelor’s degree (odpowiednik licencjata) i Master of Science (odpowiednik magistra). Na Uniwersytecie Michigan napisała rozprawę doktorską w zakresie metaanalizy asertywności, towarzyskości i lęku i w 1998 uzyskała stopień doktora (PhD). Ukończyła także studia podoktoranckie na Case Western Reserve University.

## Kariera i badania

### Kariera
- Visiting Assistant Professor, Gustavus Adolphus College(inne języki), Department of Psychology, 1998.
- Post-Doctoral Researcher, Case Western Reserve University, 1999-2001.
- Assistant Professor, San Diego State University(inne języki), Department of Psychology, 2001-2005
- Associate Professor, San Diego State University(inne języki), Department of Psychology, 2005-2009
- Professor, San Diego State University(inne języki), Department of Psychology, od 2009[a][10][9].

### Badania
Badania Twenge dotyczą zagadnień związanych z pokoleniami, osobowością, psychologią społeczną i rolami płciowymi.
W 2017 Twenge napisała artykuł w The Atlantic z pytaniem „Czy smartfony zniszczyły pokolenie?”, w którym argumentowała, że smartfony były najbardziej prawdopodobną przyczyną nagłego wzrostu problemów ze zdrowiem psychicznym wśród nastolatków po 2012.
Twenge jest współautorką analizy lingwistyki korpusowej z 2017, z której wynika, że w 2008 w Google Books „siedem wulgarnych słów, których nie można powiedzieć w telewizji” George’a Carlina było używanych 28 razy częściej niż w 1950. Twenge stwierdziła, że wzrost ten wynika z dominacji własnego ja nad konwencjami społecznymi.
Rezultaty badań przedstawiła w opublikowanych książkach iGen, Jean M. Twenge: Generation Me: Why Today’s Young Americans Are More Confident, Assertive, Entitled--And More Miserable Than Ever Before (Pokolenie Ja). Nowy Jork: Atria Books, 2014, s. 400. ISBN 978-1476755564. (ang.). i Jean M. Twenge, W. Keith Campbell: The Narcissism Epidemic: Living in the Age of Entitlement (Epidemia narcyzmu: życie w epoce uprawnień). Nowy Jork: Atria Publishing Group, 2009, s. 304. ISBN 978-1416575993. (ang.). Przysporzyło to jej popularności w świecie naukowym w swojej dziedzinie.
Dyskusję naukową na gruncie polskim podjęła Monika Janusz-Lorkowska iGen.

## Krytyka
Jeffrey Arnett z Clark University krytycznie odniósł się do badań Twenge dotyczących narcyzmu wśród młodych ludzi. Twenge odpowiedziała na tę krytykę, stwierdzając, że „dokumentowanie tendencji w zakresie cech i postaw zgłaszanych przez młodych ludzi jest badaniem empirycznym, a nie skargą czy stereotypem”.
Sarah Rose Cavanagh w „Psychology Today” nie zgodziła się z negatywnym poglądem Twenge na wpływ smartfonów – przedstawionym w jej książce „iGen” – argumentując, że Twenge zignorowała dane potwierdzające pozytywne wnioski, przedstawiła korelację jako związek przyczynowy, nadmiernie uogólniła i nie wzięła pod uwagę kontekstów społecznych. Twenge odpowiedziała Cavanagh cytując metaanalizę i kontrolowane eksperymenty na poparcie swoich teorii oraz stwierdzając, że jej artykuł i książka również uwydatniły pozytywne trendy. Zaprzeczyła również, że jest całkowitym przeciwnikiem technologii: „Korzystanie ze smartfona lub Internetu do godziny lub dwóch dziennie nie jest powiązane z problemami ze zdrowiem psychicznym ani poczuciem nieszczęścia… Problem polega na tym, że wystarczą dwie godziny dziennie, a potem jest problem”.

## Publikacje
- The Narcissism Epidemic: Living in the Age of Entitlement[20][21]
- Social Psychology[22][21]
- Generation Me: Why Today’s Young Americans Are More Confident, Assertive, Entitled – And More Miserable Than Ever Before[23][21]
- Personality Psychology: Understanding Yourself and Others[24][21]
- The impatient woman’s guide to getting pregnant[25][21]
- iGen(inne języki) (iGen: Why Today’s Super-Connected Kids Are Growing Up Less Rebellious, More Tolerant, Less Happy – and Completely Unprepared for Adulthood – and What That Means for the Rest of Us)[26][21]
- iGen. Dlaczego dzieciaki dorastające w sieci są mniej zbuntowane, bardziej tolerancyjne i mniej szczęśliwe[15]
- Generations: The Real Differences Between Gen Z, Millennials, Gen X, Boomers, and Silents – and What They Mean for The Future[27][21]
- Pokolenia. Prawdziwe różnice między pokoleniami X, Y, Z, baby boomersami i cichym pokoleniem oraz co one oznaczają dla przyszłości zachodniego świata[28]